# Станое Главаш
Станое Стаматович, также известный как Станое Главаш (серб. Станоје Стаматовић Главаш; 21 февраля 1763 — 15 февраля 1815) — сербский гайдук и герой Первого сербского восстания.

## Биография
Главаш родился в 1763 году в деревне Глибовац, недалеко от Смедеревска-Паланки, в то время входившей в состав санджака Смедерево, Османской империи. В молодости он был портным в Смедеревска-Паланке. Он никогда не был женат, что было необычно для владельцев малого бизнеса того времени в Сербии. Некоторое время он жил в одном доме с другим убежденным холостяком, родом из Неготина, неким Борисавом Петровичем, и у них было совместное предприятие по строительству глинобитных домов. За это время Карагеоргий Петрович провел несколько месяцев в доме Главаша, то ли в качестве ученика, то ли в качестве гайдука, прячась у него в зимнее время.
Позже Главаш вместе со Станко Арамбашичем и Лазарем Добричем возглавлял отряд гайдуков, базирующийся в удерживаемом Австрией Среме, который часто пересекал османскую границу, нападая на османские войска и караваны в санджаке Смедерево в 1790-х годах (включая пограничное восстание Кочи).
В 1804 году, накануне Первого сербского восстания, Главаш, Карагеоргий и несколько других лидеров собрались в Орашаце, чтобы организовать восстание. Станое Главаш был предложен в качестве лидера. Он отказался от этого предложения, выбрав вместо него Карагерогия. В декабре 1806 года командиры Вуйца Вуличевич, Младен Милованович и Главаш командовали армией из 18 000 солдат в битве при Делиграде
. Битва закончилась победой сербов, и Ибрагим-паша Бушати, паша Шкодера, подписал 6-недельное перемирие. Главаш возглавил отряд численностью около 3 000 человек, который освободил Прокупле и Куршумлию. Его рота охраняла долину Моравы и сражалась с османами в горах Ниша и Нови-Пазара в течение двух месяцев, прежде чем был захвачен врагами. Он был убит турками-османами 15 февраля 1815 года, после подавления восстания Хаджи Продана. Его отрубленная голова была выставлена на всеобщее обозрение в Калемегдане вместе с другими сербскими лидерами.

## Наследие
В его родном городе есть улица и начальная школа, названная в его честь. Он является предметом сербской героической пьесы, написанной Джурой Якшичем, которая широко демонстрировалась по всей Сербии в XIX веке.
Будучи молодой вдовой, его мать снова вышла замуж, когда ему было 12-13 лет (и именно тогда он стал учеником портного), так что у него было несколько сводных братьев и сестер, намного моложе его, которым он играл своего рода отцовскую роль в зрелом возрасте, особенно потому, что у него не было своей семьи. У него также были родные брат и сестра от первого брака его матери (с его отцом), и как лидер Сербской революции он способствовал свадьбе своей племянницы Марии (дочери его брата) и гайдука Велько Петровича, своего товарища и одного из лидеров восстания.